# 1728
1728. је била проста година.

## Рођења

### Април
- 16. април — Џосеф Блек, шкотски физичар и хемичар. (†1799).